# Dupu Xiang
Dupu Xiang (kinesiska: 渎浦, 渎浦乡) är en socken i Kina. Den ligger i provinsen Zhejiang, i den östra delen av landet, omkring 300 kilometer söder om provinshuvudstaden Hangzhou.
Genomsnittlig årsnederbörd är 1 936 millimeter. Den regnigaste månaden är juni, med i genomsnitt 275 mm nederbörd, och den torraste är januari, med 67 mm nederbörd.